# Muntsluisbrug
De Muntsluisbrug is een beweegbare dubbele basculebrug in de Nederlandse stad Utrecht en bevindt zich tussen de Keulsekade en de Kanaalweg over het Merwedekanaal.
De Muntsluisbrug heeft smeedijzeren leuningen en voor de aandrijving van de brug zijn vier uitwendige kwadranten gebruikt. Er zitten op de bewegingswerken van de kwadranten gietijzeren lantaarns; tevens heeft de brug een bereden staart. In 2002 zijn de bruggen vanwege de slechte staat vervangen door een gelaste replica en zijn de kelders gerenoveerd door de firma Knook. De weg over de Muntsluisbrug loopt in een Z vorm waarvan het eerste gedeelte wordt gevormd door de Muntsluisbrug die aan de kant van de Keulsekade zit ter hoogte van de Groeneweg. Dan volgt er een stuk weg (dat is de midden poot van ca. 100 meter lang) en vervolgens aan de kant van de Kanaalweg bevindt zich een ophaalbrug ter hoogte van de voormalige Central Soya fabriek aan de Everard Meijsterlaan 3. De Muntsluisbrug heeft de status van rijksmonument.

## Fotogalerij

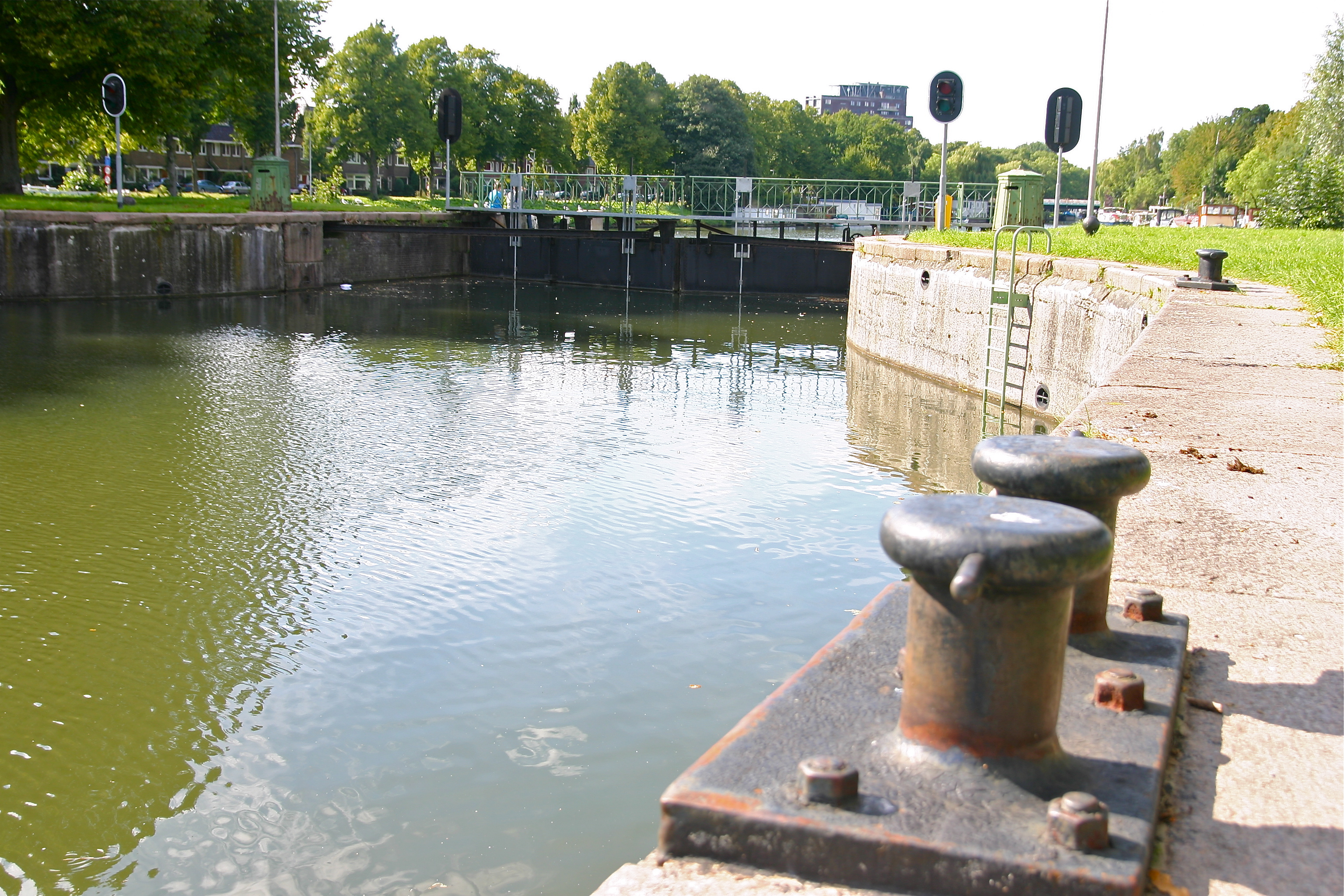
Over het Merwedekanaal verbinden de Muntsluisbrug en een ophaalbrug de Kanaalweg en de Keulsekade elkaar.
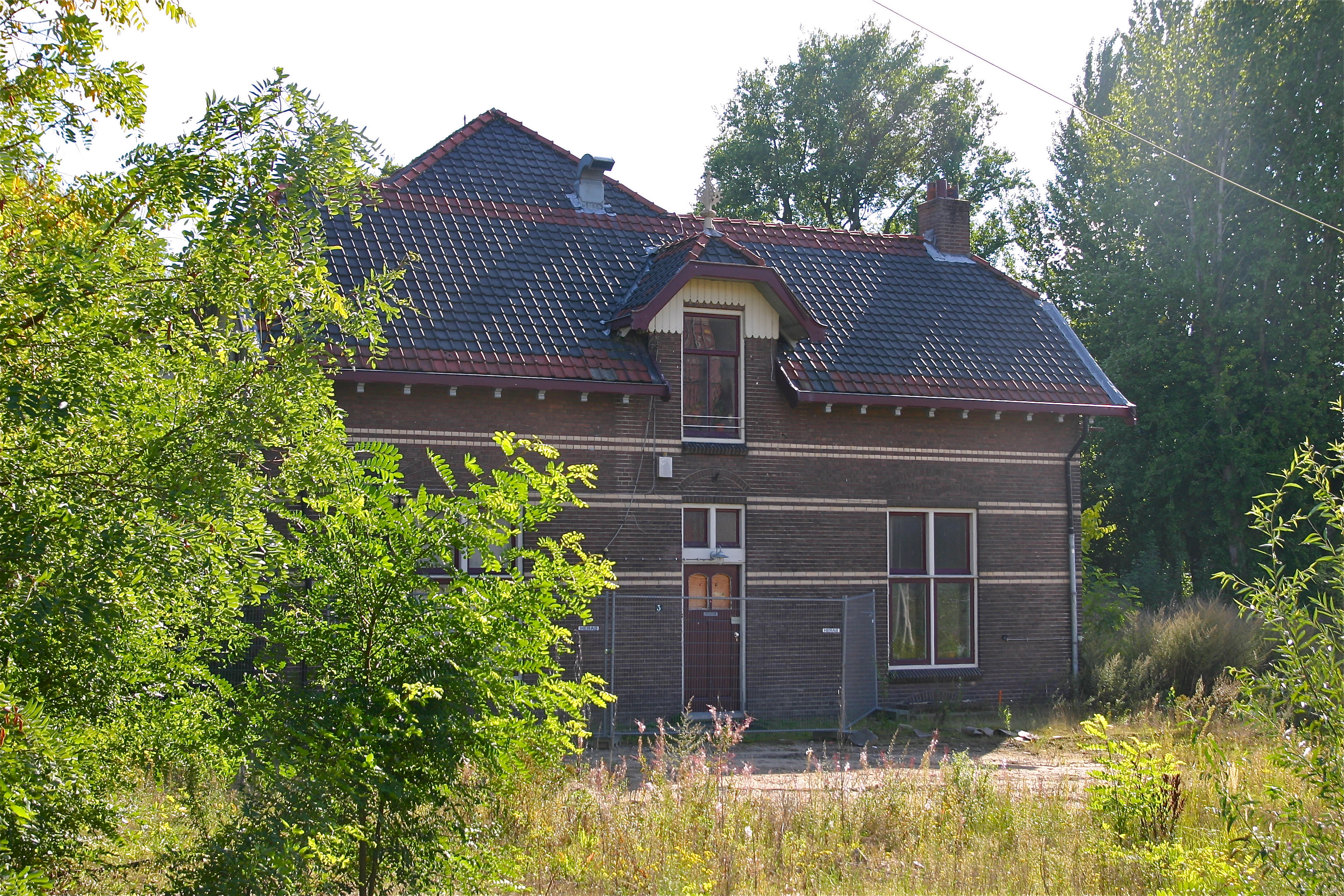
Directeursvilla Stichtse Olie- en Lijnkoekenfabriek aan de Everard Meijsterlaan 3 (rijksmonument)

Abel Tasmanbrug ·
Abstederbrug ·
Bakkerbrug ·
Bartholomeusbrug · 
Bezembrug · 
Bijlhouwersbrug ·
Brigittenbrug ·
Colignybrug ·
Dafne Schippersbrug ·
David van Mollembrug ·
Demka-spoorbrug ·
Driftbrug ·
Gaardbrug ·
Galecopperbrug · 
Gasthuismolenbrug ·
Geertebrug ·
Gildbrug · 
Goethebrug ·
Griftbrug ·
Hamburgerbrug ·
Herenbrug · 
Hogeweidebrug ·
Industriehavenbrug ·
Jacobibrug ·
Jan Pieterszoon Coenbrug ·
Jansbrug ·
Jansdambrug ·
Jeremiebrug ·
Julianabrug (Minstroom) ·
Jutphasebrug ·
Jutphasespoorbrug ·
J.M. de Muinck Keizerbrug ·
Kalisbrug ·
Krommerijnbrug ·
Lauwerechtbrug ·
Lucasbrug ·
Maarsbergerbrug ·
Maartensbrug ·
Magdalenabrug ·
Maliebrug ·
Marga Klompébrug ·
Marksbrug ·
Marnixbrug ·
Meernbrug ·
Minbrug ·
Monicabrug · 
Moreelsebrug ·
Muntbrug ·
Muntsluisbrug ·
Museumbrug ·
Noorderbrug ·
Oorsprongbrug ·
Oranjebrug ·    
Paulusbrug ·
Pausdambrug ·
Pietersbrug ·
Plompetorenbrug ·
Prins Clausbrug · 
Quintijnsbrug ·
Rode brug ·
Servaasbrug ·
Sint Martinusbrug ·
Smeebrug ·
Socratesbrug ·
Spinozabrug ·
Stadhuisbrug ·
Stammetsbrug ·
Stenenbrug ·
Tolsteegbrug ·
Vaaltbrug ·
Vaartscherijnbrug ·
Van Asch van Wijckbrug ·
Viebrug ·
Vleutensespoorbrug ·
Vollersbrug ·
Weerdbrug ·
Weesbrug ·
Werkspoorbrug ·
Werkspoorhavenbrug ·
Wittevrouwenbrug ·  
Zandbrug

Voormalige of in onbruik geraakte bruggen :
Brug met de twaalf gaten ·
Catharijnebrug · 
Hefbrug in de Kruisvaart ·
Julianabrug (Vaartsche Rijn) ·
Molenbrug · 
Smakkelaarsbrug ·
Vleutensebrug ·
Willemsbrug